# Mico (gênero)
O gênero Mico é um táxon da subfamília Callitrichinae, família Cebidae. No passado, foi considerado sinônimo de Callithrix ou classificado como subgênero deste.

## Taxonomia
As espécies de Mico eram tradicionalmente classificadas em Callithrix ("grupo Argentata"), mas filogenias com base em sequencias de DNA evidenciaram que o "grupo Argentata" de Callithrix era mais proximamente relacionado a Cebuella pygmaea do que dos Callithrix do leste do Brasil. Frente a um Callithrix parafilético, optou-se por revalidar o nome Mico, para se referir aos saguis amazônicos previamente incluídos em Callithrix. Estudos subsequentes, utilizando dados de pelagem, morfologia dentária e craniana, e genética evidenciaram inúmeras diferenças entre Mico e Callithrix. Ambos gêneros também diferem na distribuição geográfica: as espécies de Mico são encontradas principalmente na Amazônia, enquanto que as do gênero Callithrix são encontradas predominantemente na Mata Atlântica do leste brasileiro. Alguns autores classificam o sagui-anão, Callibella humilis,no gênero Mico, com base em evidências morfológicas e genéticas.
Várias subespécies de Mico argentatus e Mico humeralifer agora são consideradas espécies distintas. Ademais, 6 espécies das 14 conhecidas foram descritas após 1990.

### Espécies
| Nome(s) popular(es)                         | Nome científico   | Autor e data                         |
| ------------------------------------------- | ----------------- | ------------------------------------ |
| sauim, sagui do Rio Acari                   | Mico acariensis   | (Roosmalen et al., 2000)             |
| sauim-branco                                | Mico argentatus   | (Linnaeus, 1766)                     |
| sauim-branco                                | Mico chrysoleucos | (Wagner, 1842)                       |
| sauim                                       | Mico emiliae      | (Thomas, 1920)                       |
| sagui-de-santarém                           | Mico humeralifer  | (É. Geoffroy in Humboldt, 1812)      |
| sauim, mico-leãozinho, jeitinho             | Mico humilis      | (Roosmalen et al., 1998)             |
| sauim                                       | Mico intermedius  | (Hershkovitz, 1977)                  |
| sauim-branco                                | Mico leucippe     | Thomas, 1922                         |
| sauim, branquinho                           | Mico marcai       | (Alperin, 1993)                      |
| sauim                                       | Mico mauesi       | (Mittermeier, Schwarz & Ayres, 1992) |
| sagui-de-rabo-preto                         | Mico melanurus    | (É. Geoffroy in Humboldt, 1812)      |
| sagui-de-cabeça-preta                       | Mico nigriceps    | (Ferrari & Lopes, 1992)              |
| mico-cinza, sauim-branco, sagui de Rondônia | Mico rondoni      | Ferrari et al., 2010                 |
| mico-leão, sauim-de-cara-branca             | Mico saterei      | (Silva Júnior & Noronha, 1998)       |

## Distribuição Geográfica e Habitat
As espécies do gênero são endêmicas da Amazônia brasileira, a sul do Rio Madeira e Rio Amazonas, exceto por Mico melanurus, que ocorre em formações savânicas como o Cerrado no Brasil e o Chaco, na Bolívia e Paraguai. Os saguis do gênero Mico ocorrem nos estados brasileiros do Amazonas, Pará, Mato Grosso, Mato Grosso do Sul e Rondônia.
Embora Mico melanurus apresente uma distribuição ampla no Cerrado, Chaco e em áreas limítrofes da Amazônia, a maioria das espécies amazônicas possuem distribuição mais restrita e frequentemente delimitada por rios. Mico intermedius, por exemplo, só é encontrado entre os rios Aripuanã e Roosevelt, nos estados do Amazonas e de Mato Grosso, e Mico rondoni só ocorre em Rondônia, com sua distribuição delimitada pelos rios Madeira, Mamoré e Ji-Paraná. Como exceção, Mico emiliae atinge a área de transição Cerrado/Amazônia no sudeste de Mato Grosso.

## Descrição
As espécies de Mico possuem um porte médio, se comparado a outros saguis (300–470 g - excluindo Mico humilis). Três espécies possuem tufos auriculares constituídos por pelos em ambos os lados do pavilhão auditivo: Mico chrysoleucos, Mico humeralifer, Mico mauesi. Mico intermedius possui tufos apenas na face externa do pavilhão auditivo, e as demais espécies possuem a orelha praticamente nua. A cauda geralmente é negra, contrastando com a coloração ventral e dorsal do animal, mas pode ser anelada.
A fórmula dentária é {\displaystyle {\tfrac {2.1.2.3}{2.1.2.3}}\times 2=32}. Os incisivos inferiores são da mesma altura dos caninos, e a face interna desses dentes apresenta uma camada mais fina de esmalte. Os primeiros molares superiores possuem um aspecto triangular em vista oclusal, ocasionado pela perda do hipocone e pelo deslocamento do protocone para o nível da centrocrista.

## Ecologia
Os saguis amazônicos do gênero Mico possuem uma área de vida entre 5 e 28 hectares. Os grupos podem conter até 15 indivíduos e são geralmente compostos por uma fêmea reprodutiva dominante e um ou dois machos adultos reprodutivos, mas grupos grandes podem ter mais fêmeas em idade reprodutiva. São frugívoros-insetívoros, e usam sua mandíbula e incisivos especializados para abrir buracos em troncos de árvore em busca de exsudatos. Alguns autores sugeriram que os saguis do gêneros Callithrix, Mico e Saguinus têm preferência por florestas com algum grau de distúrbio, devido a esse ambiente proporcionar uma maior disponibilidade de frutos e insetos.

Geralmente onde ocorrem são os únicos primatas de pequeno porte (< 400 gramas), porém Mico emiliae e Saguinus weddelli são sintópicos em Rondônia, assim Mico argentatus e Saguinus niger no Pará. Existe apenas um caso conhecido de sintopia entre duas espécies de Mico: entre Mico humilis e Mico marcai.